# Новица Богдановић
Новица Богдановић је српски редитељ, драмски терапеут и сценариста. Рођен је 1970. године у Бањалуци. Режирао је више од 30 представа у позориштима широм региона, аутор је бројних позоришних текстова и филмских сценарија, као и добитник више награда за свој рад у култури и драмској уметности.

## Биографија
Новица Богдановић је дипломирао глуму у Нишу у класи професорке Миме Вуковић-Курић, а примењену театрологију студирао у Прагу код професора др Павела Кохоута. Магистрирао је на тему Инклузивност и драмска терапија.

## Каријера
Током своје каријере, Богдановић је режирао више од 30 представа у позориштима у Бањалуци, Приједору, Санском Мосту, Градишци, Костајници, Новом Граду, Нишу, као и у Италији (Бреша, Милано) и Чешкој (Праг).
Аутор је више позоришних текстова и филмских сценарија, међу којима су:

### Филмски сценарији
- Ајдучија
- Завјера
- Срце ме је откуцало
- Коаутор филмова Суботом имам брата (2003) и Правда (2006)

### Позоришни текстови
- Нека им је у рају од бога насеље
- Завјера
- Прељубници
- Прича из комшилука
- Ромео и Јулијана
- Обична прича о љубави
- Камен мудрости
- Кретање
- Клетва

## Награде и признања
Богдановић је добитник бројних награда за режију на међународним позоришним фестивалима у Карловим Варима, Таргу Мурешу, Берлину, Београду, Смедереву, Требињу, Приједору, Суботици, Софији, Вишеграду, Милану и Бергаму.
Међу најзначајнијим наградама су:
- Плакета Давид Штрбац (за изузетан допринос развоју културе)
- Награда Угљеша Којадиновић (за допринос развоју позоришне културе Републике Српске)
- Грозданин кикот (међународна награда за рад као драмски педагог)
- Плакета града Бања Лука (2016, за изузетан допринос у култури)

## Друштвени ангажман
Богдановић је био један од оснивача и дугогодишњи директор Позоришта младих ДИС у Бањалуци. Такође је био оснивач и директор Међународног фестивала „Кастел-фест“ у Бањалуци од 1998. до 2000. године.
Радио је у Народном позоришту Републике Српске (2001–2002), а од 2002. године је стално запослен у Бањалучком позоришту младих ДИС као уметнички директор. Посветио се раду са младим глумцима и драмској педагогији.
Од 2006. године ангажован је у Центру за социјални рад Бањалука као драмски терапеут. Био је и члан експертског тима међународног пројекта „Мит као судбина“ Европске културне фондације и Гете института.
Као координатор за Западни Балкан, учествовао је у пројекту „Медитеран, море културе“ (АТАМ, Италијанска асоцијација позоришта) од 2009. године. Такође је председник Асоцијације омладинских позоришта Републике Српске и координатор за међународну сарадњу удружења АССИТЕЈ БиХ.
У интервјуу за портал Мондо, Богдановић је говорио о значају аматерских позоришта и њиховој експанзији у Босни и Херцеговини, истичући да је поносан на више од 900 младих који су прошли кроз ансамбл ДИС позоришта и оставили значајан траг својим радом.

## Лични живот
Новица Богдановић је учесник Одбрамбено-отаџбинског рата (1992–1995). Ожењен је и има троје деце.